# Cianoficinasa
La cianoficinasa (EC 3.4.15.6, enzima degradadadora de cianoficina, enzima hidrolizante de beta-Asp-Arg, CGPase, CphB, CphE, polipeptidasa de gránulo de cianoficina, CGPasa extracelular) es una enzima.
Cataliza la siguiente reacción química
[L-Asp(4-L-Arg)]n + H2O {\displaystyle \rightleftharpoons } [L-Asp(4-L-Arg)]n-1 + L-Asp(4-L-Arg)
Esta enzima es altamente específica para el polipéptido ramificado, cianoficina.